# Горняк (футбольный клуб, Грамотеино)
«Горня́к» — российский футбольный клуб из Грамотеино. Основан в 1991 году. Лучшее достижение в первенстве России — 5 место в 7 зоне второй лиги в 1993 году.

## История
Команда впервые приняла участие в республиканских соревнованиях в 1991 году, заявившись в первенство РСФСР среди коллективов физической культуры. В итоге «Горняк» одержал 7 побед и ещё 7 раз сыграл вничью в 18 матчах, заняв итоговое четвёртое место во второй группе сибирской зоны. В дебютном профессиональном сезоне-1992 «Горняк» занял восьмое место в шестой зоне, одержав в 24 матчах 9 побед и набрав 22 очка. В следующем сезоне 1993 года команда выступила немного лучше, набрав 27 очков и заняв пятое место. Часть домашних матчей «Горняк» проводил в Белове.
В Кубке России 1992/93 «Горняк» на стадии 1/512 финала уступил «Заре» из Ленинска-Кузнецкого.
Команда снялась с соревнований и потеряла профессиональный статус перед началом сезона 1994 года из-за отсутствия финансирования. Большинство игроков продолжило карьеру в других командах Кемеровской области: «Кузбассе», «Металлурге» и «Моторе».